# Soft Heap
A Soft Heap együttes egy, a canterburyi szcénához tartozó szupergrup volt, amely 1978 januárjában alakult. A név első fele a Soft Machine együttesre utalt, míg a "Heap" az alapító tagok - Hugh Hopper (basszus), Elton Dean (szaxofon), Alan Gowen (billentyűsök) és Pip Pyle (dobok) -  nevének kezdőbetűjéből származott. Hopper és Dean együtt játszottak a  Soft Machine-ben, Gowen és Pyle pedig a National Health együttesben találkoztak. Az együttes 1978-ban turnéra indult, de - mivel Pyle el volt foglalva a  National Health-szel - Dave Sheen helyettesítette, az együttes nevét pedig Soft Head-re változtatták.
A turnéról Rogue Element címmel egy élő album készült, amely 1978-ban jelent meg. Az eredeti Soft Heap felállás azonban újra összejött 1978 októberében és felvette az 1979-ben megjelenő Soft Heap című albumot. 1979-80-ra az ugyancsak a National Healthből érkező John Greaves váltotta Hoppert. 1981-ben ismét új társasággal álltak fel, a tagok Dean, Pyle, Greaves és a gitáros Mark Hewins voltak. Ez utóbbi Gowen halála miatt érkezett.
Az 1980-as években többször turnéztak, néha vendégzenészekkel. 1996-ban jelent meg az  A Veritable Centaur című albumuk, melynek nagy része egy 1982-es franciaországi koncert felvétele, az első szám viszont egy 1983-as, BBC-beli szereplés eredménye. Al Dente címmel 2008-ban jelent meg archív albumuk, amely egy 1978-as koncertet örökít meg.

## Fordítás
- Ez a szócikk részben vagy egészben  a   Soft Heap című angol Wikipédia-szócikk ezen változatának fordításán alapul.  Az eredeti cikk szerkesztőit annak laptörténete sorolja fel. Ez a jelzés csupán a megfogalmazás eredetét és a szerzői jogokat jelzi, nem szolgál a cikkben szereplő információk forrásmegjelöléseként.